# The Baytown Outlaws - I fuorilegge
The Baytown Outlaws - I fuorilegge (The Baytown Outlaws) è un film del 2012 diretto da Barry Battles.

## Trama
In Alabama, i fratelli Oodie: Brick, Lincoln e McQueen lavorano come guardie per l'uomo che li ha allevati, lo sceriffo Henry Millard. Con le loro attività bypassano il sistema legale per assassinare i criminali e riescono a mantenere, nonostante i mezzi poco leciti, il tasso di criminalità il più basso dello stato. Dopo uno dei loro assalti, vengono avvicinati da Celeste che offre loro 25.000 dollari per salvare il suo figlioccio disabile Rob che è stato rapito dal suo ex-marito: il signore della droga Carlos. Il trio accetta ignorando chi sia in realtà il rapitore ma questo incarico si rivela più complicato del previsto, tanto che lo sceriffo locale e un agente dell'ATF, Anthony Reese, gli si mettono alle costole. L'agente ATF rivela a Millard i suoi sospetti sui fratelli Oodie per le morti dei criminali ma Millard è intenzionalmente ostruttivo alla richiesta di aiuto di Reese.
Gli Oodie vanno a casa di Carlos e assaltano l'edificio uccidendo le guardie ma non riuscendo a uccidere Carlos. Recuperano Rob ma Carlos manda un gruppo di motocicliste alla loro caccia. Le motocicliste trovano i fratelli che riposano in un bar e tentano di separarli l'uno dall'altro per avere la meglio, ma quando Lincoln nota che una di loro si sta allontanando con Rob, le donne li attaccano. I fratelli riescono a ucciderle e a recuperare Rob, ma il massacro finisce nelle notizie con i profili dei tre fratelli forniti dal proprietario del bar, dando a Reese le prove di cui ha bisogno che gli Oodie siano assassini. Brick chiama Celeste per scoprire perché un lavoro così semplice coinvolga anche degli assassini; Celeste confessa che Rob proveniva da una famiglia benestante che fu uccisa da Carlos, così che lui, come tutore legale di Rob, potesse ottenere un grande fondo fiduciario che Rob avrebbe ereditato per il suo imminente diciottesimo compleanno. Brick fa un ulteriore richiamo a Millard che gli dice che a causa delle prove di Reese, deve disconoscerli e li arresterà se torneranno in Alabama.
Sebbene non possa parlare con loro, i fratelli si uniscono a Rob. McQueen suggerisce di lasciare l'incarico che si sono presi, ma Brick dice a McQueen che una volta avevano un fratello come Rob che veniva stato picchiato regolarmente dal padre fino a che un venne trovato morto; la somiglianza rende Brick riluttante a lasciare che Carlos riprenda Rob. Un altro gruppo di assassini in un veicolo blindato attacca i fratelli sulla strada e rapisce Rob. I fratelli danno loro la caccia e Lincoln salta sul veicolo blindato, massacrandoli tutti, ma resta gravemente ferito e l'auto dei fratelli è rotta. Mentre si cammina lungo la strada, il gruppo viene raccolto da un furgone che passa ed uno dei passeggeri è un'infermiera che cura le ferite di Lincoln, ma rimane indebolito. Il gruppo viene lasciato a Vicksburg in Mississipi dove attende Celeste e si prepara per ulteriori attacchi.
Reese scopre una foto di Millard mentre recuperava i fratelli da bambini dopo la morte del padre e grossi prelievi di contante che sospetta siano stati usati per pagare i fratelli. Affronta Millard con le prove e lo costringe a rinunciare a difendere i fratelli per una minore condanna al carcere. Millard va con Reese. Una banda di nativi americani arriva e attacca, lasciando Brick e McQueen a difendere Rob e Lincoln. Celeste in seguito arriva e si unisce ai fratelli che riusciranno a uccidere la maggior parte della banda e a impedire di prendere Rob, ma Celeste e Brick vengono fermati e i fratelli si salvano grazie al sopraggiungere di Millard. Millard e i fratelli vengono arrestati; i fratelli forniscono una storia falsa che non coinvolge Celeste, permettendole di prendersi cura di Rob. Il successo di Reese è premiato con un trasferimento per gestire il territorio. Carlos viene ucciso da un pacchetto esplosivo inviato da Celeste. 57 mesi dopo, i fratelli vengono liberati dal carcere e ricevono una lettera da Celeste, allegando il loro promesso pagamento di 25.000 dollari, con un nuovo camion che li attende per gentile concessione di Rob.